# 超高層プロフェッショナル
『超高層プロフェッショナル』（ちょうこうそうプロフェッショナル、原題：Steel）は、1979年に公開されたアメリカ映画。リー・メジャースが製作総指揮と主演を務めている。

## ストーリー
鉄骨構造の高層ビルの鉄骨組立て期限が迫っている中、建設会社のボスであるルー・キャシディが転落死するという事故が発生してしまう。
葬儀後ルーの娘キャスは、期限の3週間内に鉄骨を組立てるため、彼の後を継ぐことを決意し、現場監督に腕利きのマイク・キャットンを担当させ、彼と昔仕事をした仲間を呼び集める。一方でルーの弟エディは仕事を奪うため、期限までに完成しないように妨害行為を仕掛けてくる。マイクたちは妨害を乗り越え、期限までに鉄骨を組立てようとする。

## キャスト
| 役名                     | 俳優                     | 日本語吹替                           |
| 役名                     | 俳優                     | フジテレビ版                         |
| ------------------------ | ------------------------ | ------------------------------------ |
| マイク・キャットン       | リー・メジャース         | 広川太一郎                           |
| キャス・キャシディ       | ジェニファー・オニール   | 田島令子                             |
| ビッグ・ルー・キャシディ | ジョージ・ケネディ       | 富田耕生                             |
| ピグノーズ・モーラン     | アート・カーニー         | 松村彦次郎                           |
| エディ・キャシディ       | ハリス・ユーリン         | 山内雅人                             |
| ダンサー                 | リチャード・リンチ       | 矢田耕司                             |
| タンク                   | アルバート・サルミ       | 飯塚昭三                             |
| ヴァレンティノ           | テリー・カイザー         | 納谷六朗                             |
| ケリン                   | R・G・アームストロング   | 及川ヒロオ                           |
| ハリー                   | レドモンド・グリーソン   | 宮内幸平                             |
| チェロキー               | ロバート・テシア         | 笹岡繁蔵                             |
| チャーリーン             | キャロル・マロリー       | 高畑淳子                             |
| ライオネル               | ロジャー・E・モーズリー  | 屋良有作                             |
| キッド                   | ベン・マーレイ           | 塩屋翼                               |
| トム                     | ジョー・ディー・ニコラ   | 峰恵研                               |
| サーファー               | ハンター・ヴォン・リール | 島田敏                               |
| トミー                   | トミー・J・ハフ          | 田原アルノ                           |
| ドリス                   | ベア・シルヴァーン       | 斉藤昌                               |
| レディ                   | ジャネット・ハドランド   | 横尾まり                             |
|                          |                          |                                      |
| 演出                     | 演出                     | 小林守夫                             |
| 翻訳                     | 翻訳                     | 飯嶋永昭                             |
| 効果                     | 効果                     | 遠藤堯雄                             |
| 調整                     | 調整                     | 前田仁信                             |
| 制作                     | 制作                     | 東北新社                             |
| 解説                     | 解説                     | 高島忠夫                             |
| 初回放送                 | 初回放送                 | 1983年12月3日 『ゴールデン洋画劇場』 |

※日本語吹替はDVD/BD収録

## スタッフ
- 監督：スティーヴ・カーヴァー
- 製作：ピーター・S・デイヴィス、ウィリアム・N・パンザー
- 製作総指揮：リー・メジャース
- 脚本：リー・チャップマン
- 原案：ピーター・S・デイヴィス、ロブ・ユーイング、ウィリアム・N・パンザー
- 撮影：ロジャー・シェアーマン
- 音楽：ミシェル・コロンビエ
- 編集：デヴィッド・E・ブリューイット
- 衣裳：シドニー・ギルバート、ドリス・リン

## 備考
本作のビッグ・ルー・キャシディが高所から落下するシーンを撮影中、ジョージ･ケネディのスタントマンであるA・J・バクナス (A. J. Bakunas) が着地に失敗し死亡した。エンドロールでは彼に捧げるメッセージが流れる。